# Infinite (Deep-Purple-Album)
Infinite (offiziell inFinite) ist das 20. Studioalbum der englischen Hardrockband Deep Purple. Es erschien am 7. April 2017 bei earMusic, in Deutschland bei Edel.

## Albumcover
Das Cover zeigt den Eisbrecher Healy der US-Küstenwache. Das Schiff durchschneidet das Eis in Form der Deep-Purple-Initialen d und p, welche zu einem Unendlichzeichen (englisch: Infinite) arrangiert sind. Die Innenseite zeigt die Gesichter der Bandmitglieder in Eis gehauen, was als Anspielung zu Deep Purple in Rock gesehen werden kann.

## Singles
Das Album hat drei Singles, die vor dem Erscheinungsdatum des Albums ausgekoppelt wurden. Time for Bedlam wurde via YouTube und Spotify bereits am 14. Dezember 2016 herausgeben, All I Got Is You am 10. März. Als dritte Single wurde Johnny’s Band ausgekoppelt.

## Entstehung und Albumtitel
Die ersten Writingsessions für das Album fanden 2014 in Portugal statt und wurden später u. a. in Deutschland im Frühjahr 2015 fortgesetzt. Bei der Pressekonferenz zum Deep Purple Konzert auf dem Hellfest in Frankreich 2014 kündigte Roger Glover an, dass das neue Album „irgendwann“ im kommenden Jahr erscheinen werde. Die Aufnahmen zum Album begannen jedoch erst im Januar 2016 in Nashville im Studio „Tracking Room“ unter der Regie von Bob Ezrin, der bereits das Album Now What?! produziert hatte. In 28 Tagen wurde das gesamte instrumentale Material für das Album komponiert und aufgenommen. Ian Gillans Gesang wurde später im April 2016 in Toronto aufgenommen. Der gesamte Aufnahmeprozess des Albums wird durch den Film „From here to infinite“ dokumentiert, der am 16. März 2017 in ausgewählten Kinos uraufgeführt wurde.
Der Albumtitel kann auf zwei verschiedene Arten gelesen werden, zum einen „infinite“ (= unendlich), zum anderen „in finite“ (= am Ende).

## Titelliste
| Nr. | Titel                             | Länge |
| --- | --------------------------------- | ----- |
| 1.  | Time for Bedlam                   | 4:35  |
| 2.  | Hip Boots                         | 3:23  |
| 3.  | All I Got Is You                  | 4:42  |
| 4.  | One Night in Vegas                | 3:23  |
| 5.  | Get Me Outta Here                 | 3:58  |
| 6.  | The Surprising                    | 5:57  |
| 7.  | Johnny’s Band                     | 3:51  |
| 8.  | On Top of the World               | 4:01  |
| 9.  | Birds of Prey                     | 5:47  |
| 10. | Roadhouse Blues (The-Doors-Cover) | 6:00  |

Alle Lieder außer Roadhouse Blues wurden von Don Airey, Ian Gillan, Roger Glover, Steve Morse, Ian Paice und Bob Ezrin geschrieben. Roadhouse Blues ist eine Coverversion der Doors.

Bandmitglieder bei der Infinite Tour in Hamburg
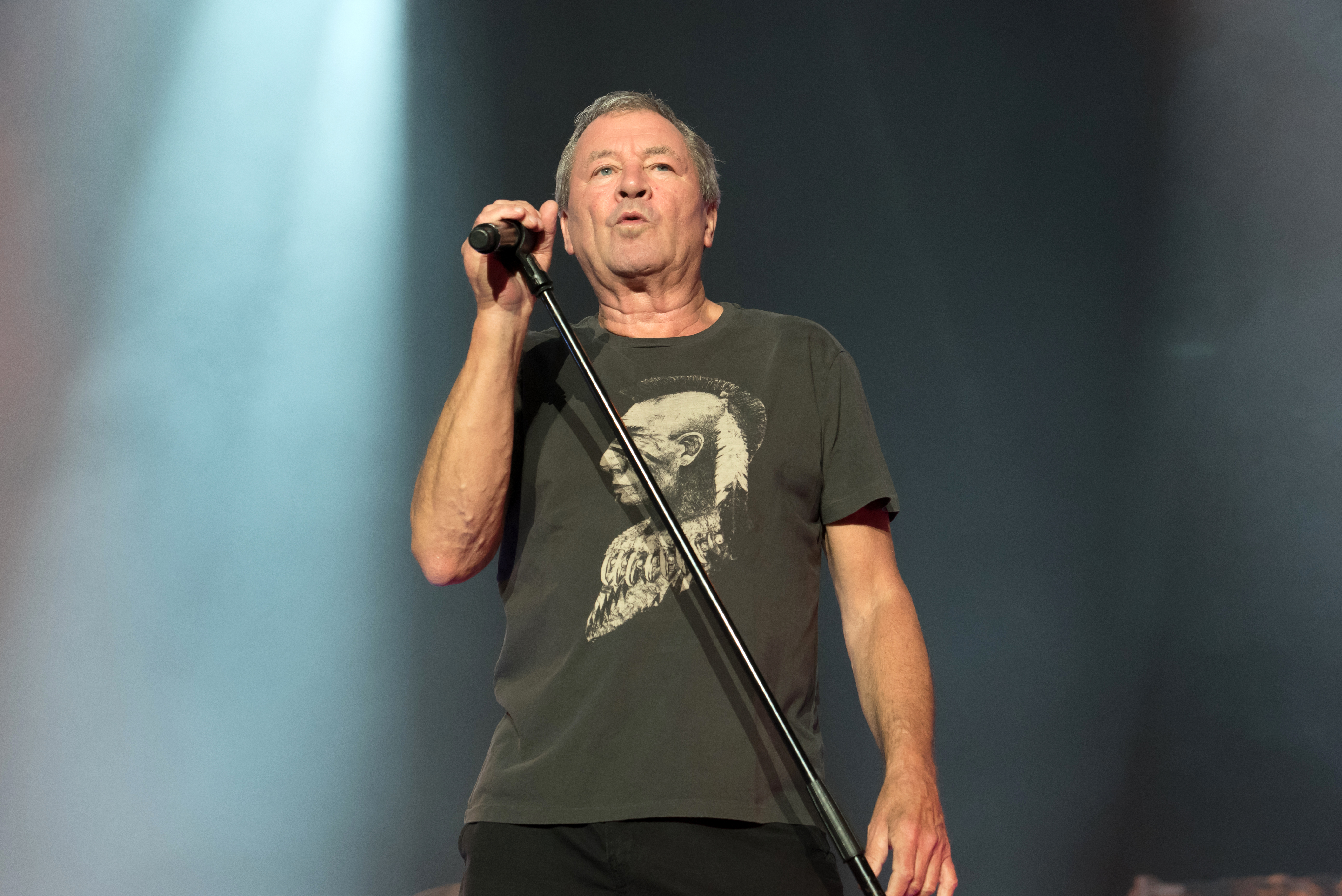
Ian Gillan
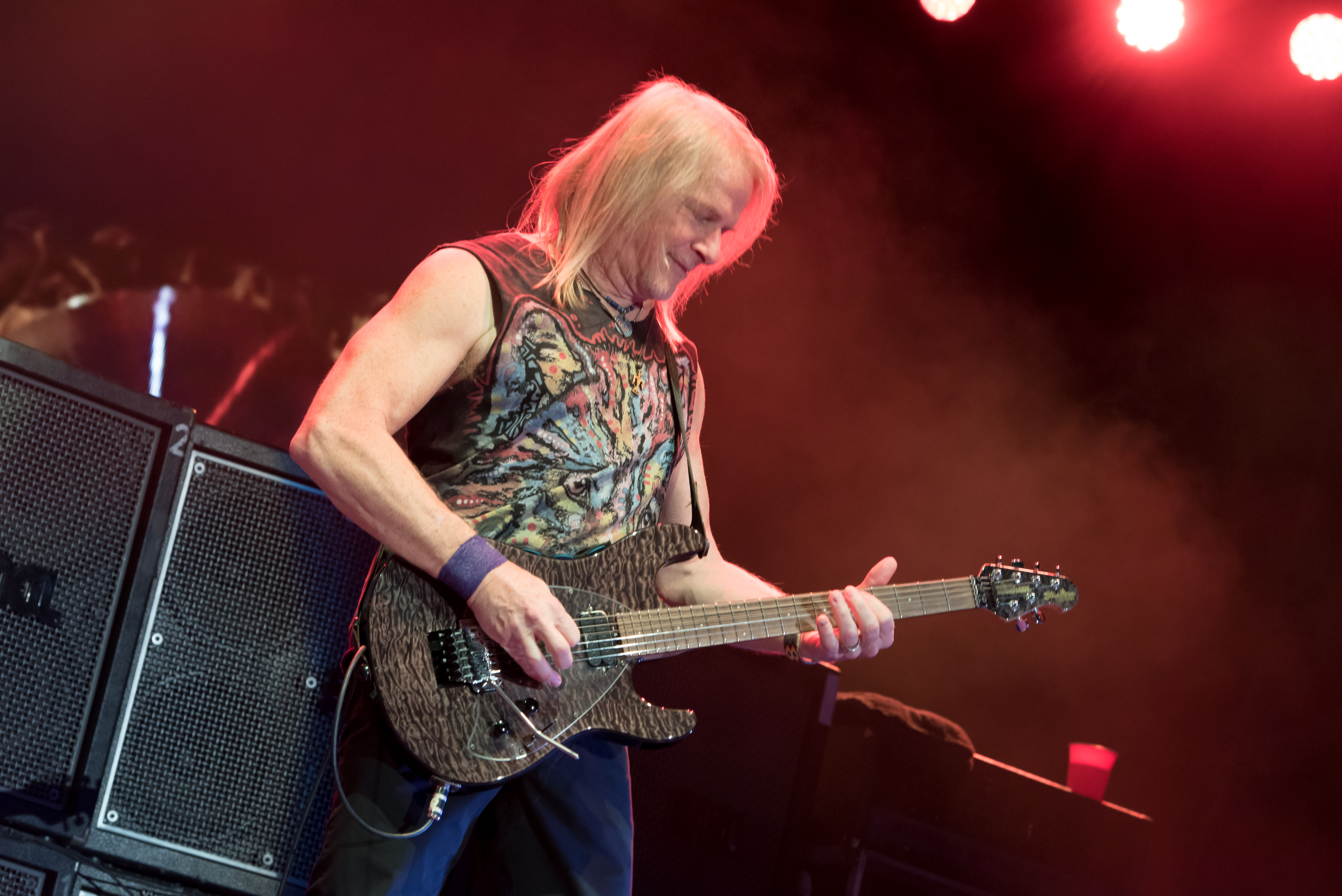
Steve Morse
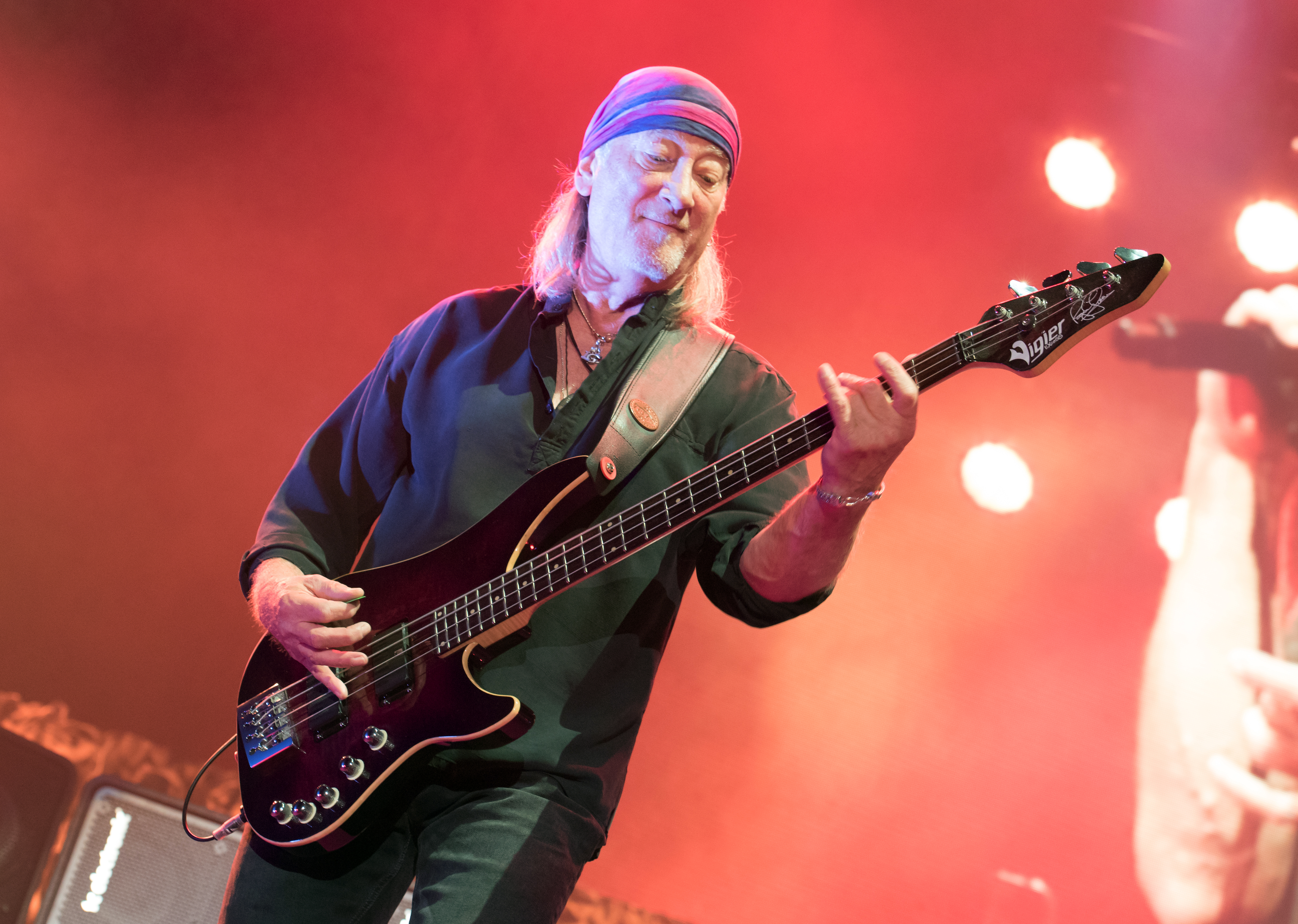
Roger Glover
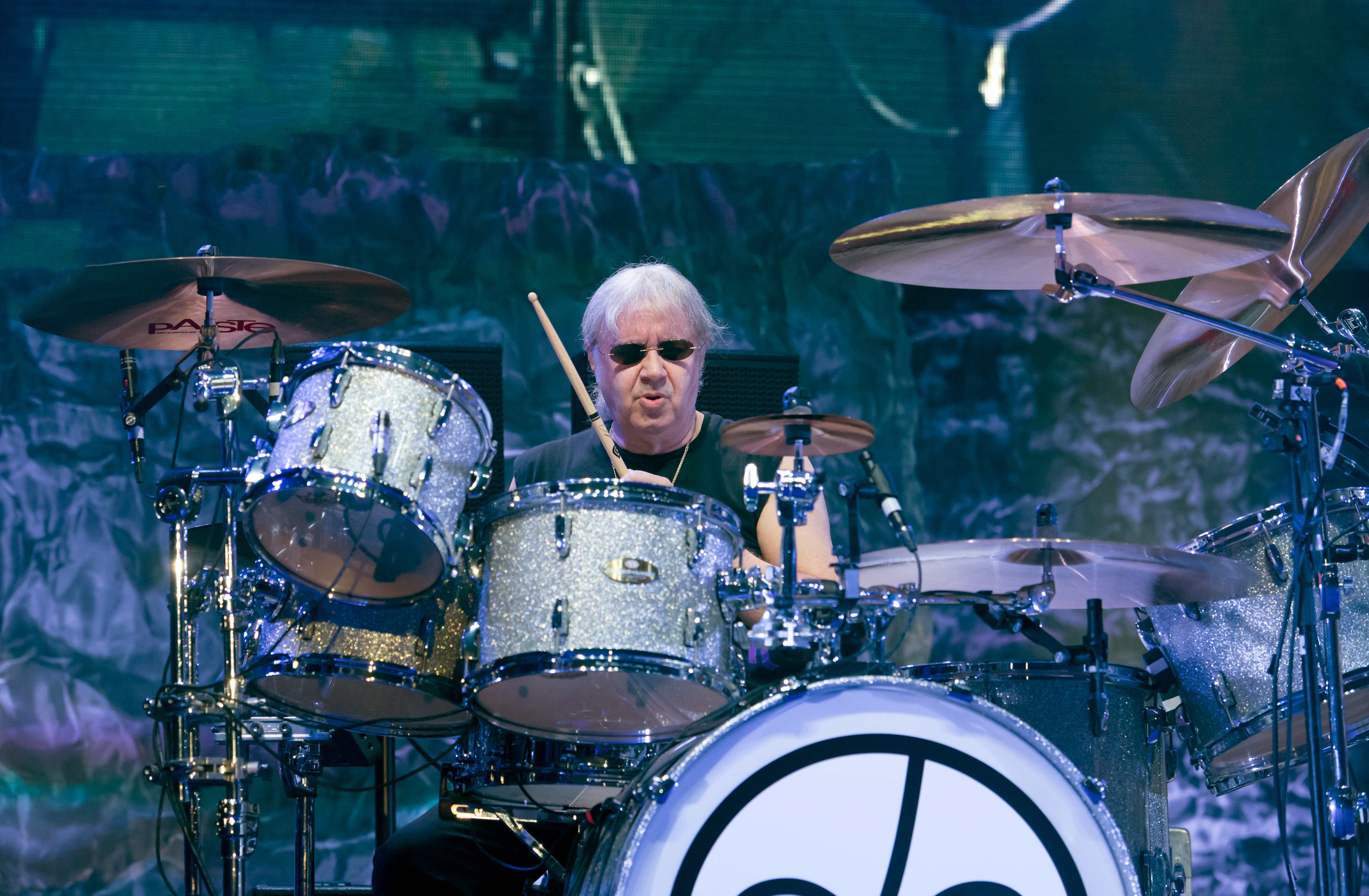
Ian Paice
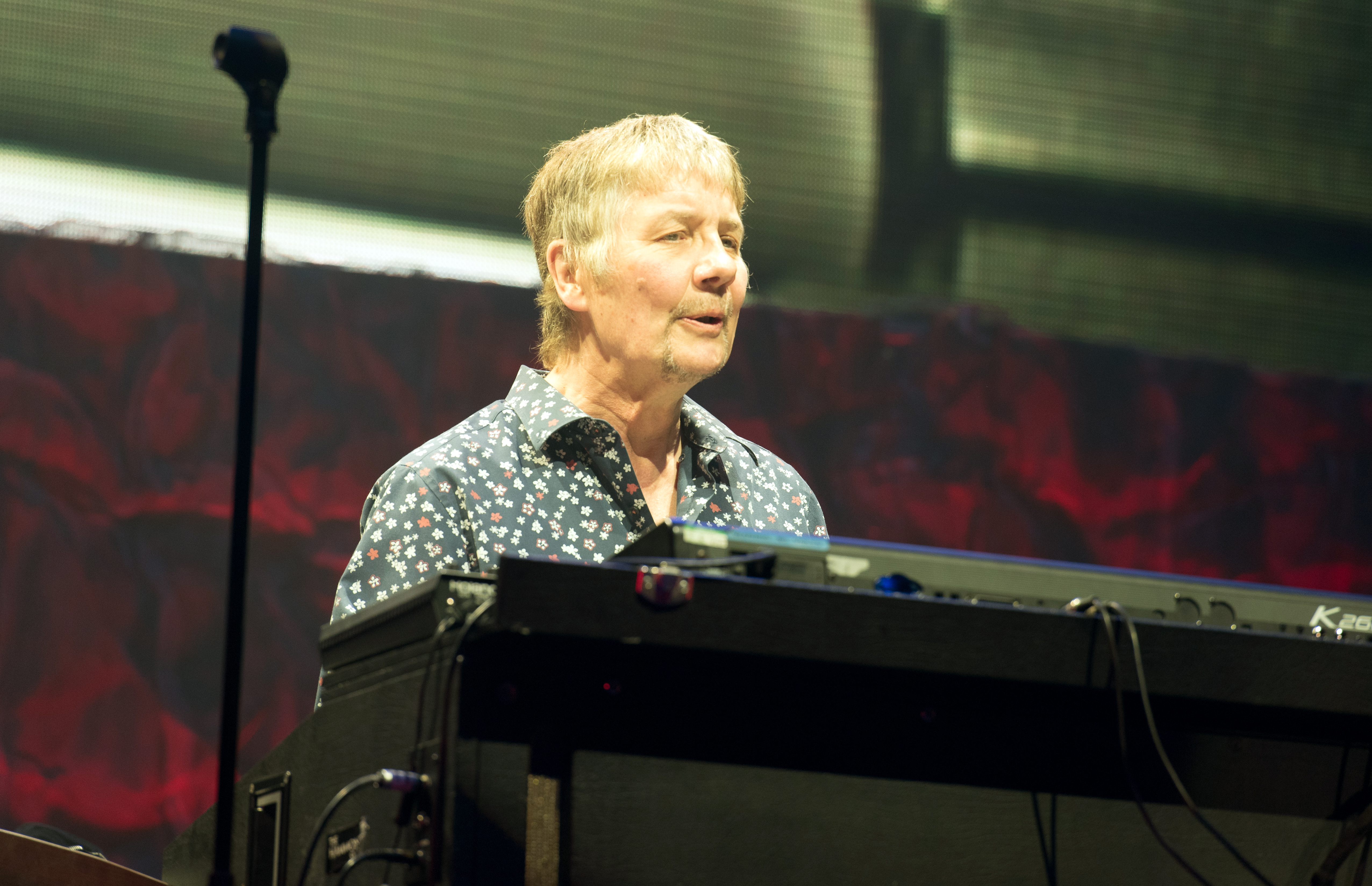
Don Airey

## Gastmusiker
- Bob Ezrin – Keyboards, Backgroundgesang, Percussion
- Tommy Denander – Begleitende Gitarre (auf On Top of the World)

## Rezeption

### Rezensionen
Thom Turek von Allmusic vergab in seinem Review 3,5 von 5 Sternen. Er bescheinigte dem Album und den einzelnen Liedern eine hohe Qualität, die auch aufgrund der härteren Spielweise gegenüber dem vorigen Album Now What?! mehr an Deep Purples Sound früherer Jahre erinnert.

### Charts und Chartplatzierungen
Infinite erklomm in mehreren Ländern die Spitzenposition der Charts, so zum Beispiel in Deutschland und in der Schweiz, auch in Großbritannien kam das Album auf Platz sechs der Charts, was die beste Chartplatzierung für die Band seit dem Album The House of Blue Light (1987) bedeutet. In den Vereinigten Staaten belegte das Album Platz 105 der Billboard 200 Charts. Die Vinylschallplatte zeichnete sich ebenfalls als großer Erfolg aus, dieser erreichte unter anderem für einen Monat die Spitzenposition der deutschen Vinylcharts.

### Auszeichnungen für Musikverkäufe
| Land/Region               | Auszeichnungen für Musikverkäufe (Land/Region, Auszeichnung, Verkäufe) | Verkäufe |
| ------------------------- | ---------------------------------------------------------------------- | -------- |
| Deutschland (BVMI)        | Gold                                                                   | 100.000  |
| Polen (ZPAV)              | Gold                                                                   | 10.000   |
| Russland (NFPF)           | Gold                                                                   | 25.000   |
| Tschechien (IFPI)         | Gold                                                                   | 2.500    |
| Ungarn (MAHASZ)           | Gold                                                                   | 1.000    |
| Vereinigte Staaten (RIAA) | —                                                                      | 7.000    |
| Insgesamt                 | 5× Gold ·                                                              | 145.500  |